# Palaeeudyptes marplesi
Palaeeudyptes marplesi es una especie perteneciente al extinto género de pingüinos Palaeeudyptes que habitó Nueva Zelanda durante el Eoceno. Medía entre 105 a 145 centímetros de altura en vida, siendo mayor que el actual pingüino emperador. La relación exacta entre esta especie y el algo menor Palaeeudyptes antarcticus proveniente de rocas más recientes sigue sin resolverse; es posible que P. marplesi sea un sinónimo más moderno o una subespecie de P. antarcticus.
Esta especie es conocida a partir de un esqueleto parcial, en su mayoría huesos de las patas (Museo de Otago C.50.25 a C.50.45), recuperados de rocas del Eoceno Medio o Superior de la Lodolita Burnside (hace entre 40 a 34 millones de años) en Burnside, Dunedin. Muchos otros huesos han sido asignados a esta especie. Sin embargo, como mucho de estos han sido datados de manera aproximada y tienen un tamaño intermedio entre P. marplesi y P. antarcticus, no deben ser referidos a ninguna de estas especies quedando pendientes de una revivisón exhaustiva del material neozelandés de Palaeeudyptes (el cual puede resultar en que se reconozca que P. marplesi fue el antepasado o una subespecie primitiva de P. antarcticus).
El nombre binomial de esta especie es en homenaje de Brian J. Marples, uno de los principales investigadores de los pingüinos fósiles durante el siglo XX.